# نافو
نافو شهری در شهرستان بورزانگا در استان بام در بورکینافاسوی شمالی است و جمعیت آن ۱۶۵۰ نفر است.